# Tōshūsai Sharaku
Tōshūsai Sharaku (東洲斎写楽?; fl. XVIII secolo) è stato un pittore giapponese, ritrattista specializzato nella tecnica dell'Ukiyo-e.
Oltre alle opere, ben poco si conosce di questo artista: non sono noti né il suo vero nome, né la data esatta della sua morte. Inoltre la sua carriera sembra sia durata solo dieci mesi, tra la fine del 1794 e l'inizio del 1795. Apparve all'improvviso sulla scena artistica, già con uno stile maturo, e se ne ritirò con la stessa rapidità. Alcuni critici lo considerano allo stesso livello di ritrattisti come Rembrandt e Velázquez. In contrasto alle yakusha-e statiche di artisti contemporaneo come Shun'ei, che enfatizzavano il momento narrativo dei suoi soggetti nelle opere rappresentate, Sharaku si concentrò sulla psicologia dell'attore e del personaggio, offrendo un'esagerazione quasi caricaturale.

## Biografia
Secondo alcune fonti, Tōshūsai Sharaku sarebbe stato in realtà un attore del teatro Nō, chiamato Saito Jurobei, al servizio della daimyō di Awa, la famiglia Hachisuka. Una teoria non confermata afferma che l'autore si sarebbe ritirato perché il suo padrone non approvava l'ambiente mondano del teatro Kabuki, mentre era favorevole al teatro Nō, più elitario.
Un'altra teoria sostiene che Sharaku sia in realtà uno pseudonimo per un gruppo di artisti: in seguito ai favori e all'incoraggiamento ricevuti da un laboratorio xilografico, decisero di aiutarlo collaborando ad un progetto. Secondo questa teoria, il nome "Sharaku" deriverebbe dall'espressione giapponese "Sharakusai!", che vuol dire Ti sbagli! e sarebbe stata un'espressione scherzosa per indicare che in realtà non esisteva una persona con tale nome. I cambiamenti repentini dal suo stile, ben quattro nei pochi mesi della sua carriera, danno credibilità a questa ipotesi. Inoltre, la stampa di quel periodo coinvolgeva dai cinque ai dieci artisti alla volta e sembra poco probabile che nessuno di essi abbia mai rivelato, se non la vera identità di Sharaku, almeno qualche dettaglio su questo artista.

## Carriera

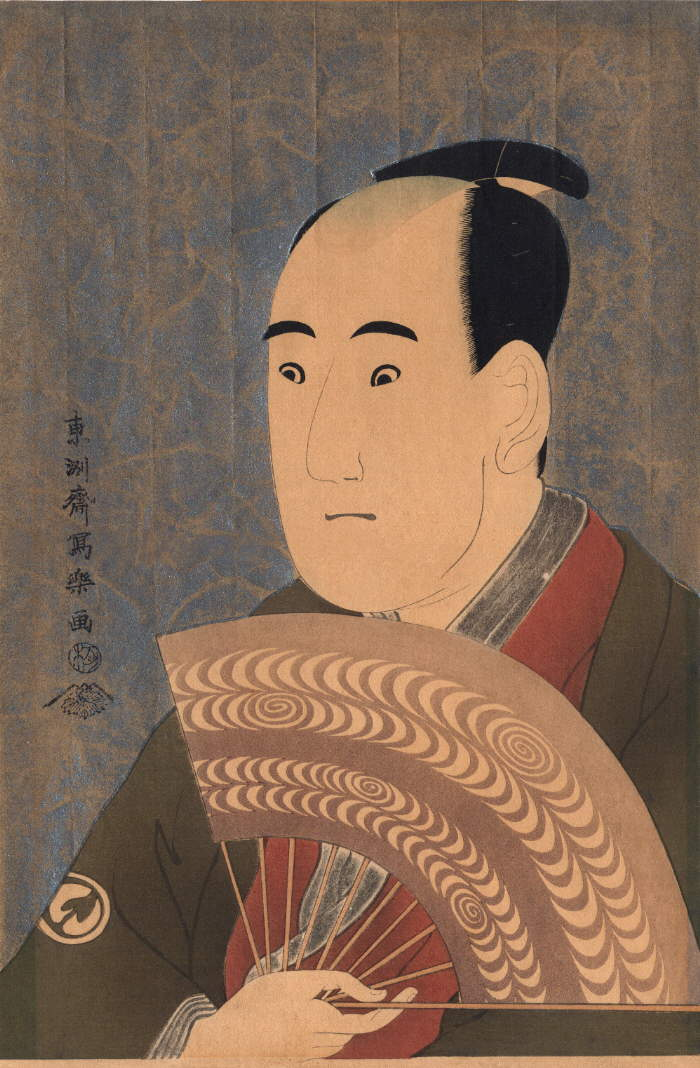
L'attore del teatro Kabuki Sawamura Sojuro III, 1794, quinto mese.

Le opere innovative di questo autore potrebbero essere anche la causa del suo precoce ritiro: probabilmente la loro natura radicale gli valsero l'ostilità dell'ambiente artistico della città di Edo. Un manoscritto dell'epoca riporta: "Sharaku raffigurò degli attori Kabuki, ma a causa dell'eccessivo realismo, le sue stampe non erano conformi alle idee preconcette, e la sua carriera fu corta..."
Si ritiene che le sue opere, con la loro tendenza a ritrarre con estremo realismo i soggetti, grazie alla raffigurazione minuta delle caratteristiche personali, lasciassero i potenziali acquirenti a disagio, per cui le sue stampe furono vendute con difficoltà. Inoltre, sembra plausibile che non volesse scendere a compromessi con la sua arte, facendosi cacciare dall'ambiente artistico dell'epoca.
Infatti le sue opere non furono popolari tra i collezionisti giapponesi finché non vennero scoperte da artisti e collezionisti occidentali della fine del XIX secolo. Oggi è considerato come uno dei maggiori artisti dell'ukiyo-e, e il primo artista giapponese 'moderno'.

## Nella cultura di massa
Nel 1995 il regista Masahiro Shinoda ha diretto un film biografico sulla sua figura, che sposa la teoria secondo cui la vera identità di Sharaku fosse Jūrobei (interpretato da Hiroyuki Sanada).